# 로시야네
로시야네(россияне)란 러시아의 국민을 말한다. 민족과 관계 없이 쓰이는 말이다. 러시아인(루스키예)과 타타르인이외에 구 소련의 구성국의 민족인 아르메니아인, 카자흐인 등과 체첸인, 에벤키인 등 소수민족이 있다.
영어에서는 민족적인 러시아인과 구별하고자 할 때는 "Russian citizen"으로 번역한다.